# 安積北井
安積北井（あさか きたい）は、福島県郡山市に所在する町丁である。郵便番号は963-0118。

## 地理
郡山市南部の行政区である安積町に属する。北で安積町荒井、北東で久留米、東で名倉、南で安積荒井、西で巳六段とそれぞれ隣接する。荒井北井土地区画整理事業が実施された区域のうち内環状線以東、一般市道安積北井一丁目1号線および一般市道城清水川田二丁目線（旧長沼街道）以北にて換地処分により安積町荒井から分離新設された範囲である。中央部に安積町荒井が大きく食い込み、西側の一丁目と東側の二丁目が回廊上につながっている形状である。幹線道路沿いに店舗が立ち並び、その裏手に住宅地が広がる。久留米三丁目に所在する郡山警察署久留米交番、および安積二丁目に所在する郡山消防署安積分署がそれぞれ管轄にあたる。

## 沿革
- 2018年6月30日 - 荒井北井土地区画整理事業の換地処分により安積町荒井より分離新設される。

## 世帯数と人口
2024年1月1日現在の世帯数と人口は以下の通りである。
| 町丁     | 世帯数  | 人口  |
| -------- | ------- | ----- |
| 安積北井 | 438世帯 | 977人 |

## 小・中学校の学区
市立小・中学校に通う場合、学区は以下の通りとなる。
| 番地 | 小学校                 | 中学校             |
| ---- | ---------------------- | ------------------ |
| 全域 | 郡山市立安積第一小学校 | 郡山市立安積中学校 |

## 交通

### 道路
- 一級市道29号荒井長者線
- 一級市道30号荒井八山田線（内環状線）
- 一般市道城清水川田二丁目線（旧長沼街道）

## 施設等
- 福島銀行 荒井支店
- ツルハドラッグ 郡山荒井店
- セブンイレブン 郡山名倉店
- 高瀬物産 郡山支店
- 荒井中央公園